# Denki
Denki est un studio de développement de jeux vidéo britannique fondé en 2000 et basé à Dundee (Écosse). L'entreprise a notamment développé plus de 100 jeux pour télévisions interactives pour les éditeurs Sky Gamestar et DirecTV parmi lesquels des portages ou adaptations de licences classiques comme Pac-Man, Bust-a-Move, Tomb Raider: The Reckoning ou SpongeBob SquarePants: Journey to the Center of Patrick.

## Ludographie
- 2001 : Denki Blocks! (Game Boy Color, Game Boy Advance)
- 2002 : Go! Go! Beckham! Adventure on Soccer Island (Game Boy Advance)
- 2007 : Crackdown - conseil en game design et son (Xbox 360)
- 2010 : Denki Blocks! (iOS)
- 2010 : Juggle! (iOS, XBLIG)
- 2010 : Big Cup Cricket (iOS)
- 2011 : Big Hit Baseball (iOS)
- 2011 : Quarrel (iOS, XBLA)
- 2012 : Denki Word Quest! (navigateur)
- 2013 : Moshi Monsters: Music (iOS, Android)
- 2013 : Par Tribus (iOS, Android)